# Orbilia vinosa
Orbilia vinosa är en svampart som först beskrevs av Alb. & Schwein., och fick sitt nu gällande namn av Petter Adolf Karsten 1871. Orbilia vinosa ingår i släktet Orbilia och familjen vaxskålar.  Arten är reproducerande i Sverige. Inga underarter finns listade i Catalogue of Life.